# Dibrachys verovesparum
Dibrachys verovesparum is een vliesvleugelig insect uit de familie Pteromalidae. De wetenschappelijke naam is voor het eerst geldig gepubliceerd in 2011 door Peters & Baur.